# Munkarps fälad
Munkarps fälad är ett naturreservat i Höörs kommun, granne till naturreservatet Munkarps jär.
Munkarps fälad' är resterna av den betesallmänning som förr i tiden tillhörde Munkarps by. Huvuddelen av reservatet består av en småkuperad enefälad som delas i mitten av ett alkärrsstråk. I den norra delen finns två rullstensåsar där det under en tid har bedrivits åkerbruk i den mellanliggande åsgropen. I denna del av reservatet finns lämningarna av en hålväg, liksom en gränssten och odlingsrösen. Det finns även lämningar av äldre hägnader i form av jordvall och stensträngar. Gränsen mellan den norra delens björkbevuxna kuperade hagmark och enefäladen består av en gropavall.

## Flora och fauna
Den månghundraåriga beteshävden på Munkarps fälad och stora variationen i markfuktighet ger en mycket artrik flora. I de torra partierna av reservatet växer arter som backsippa, blåsuga, jungfrulin, kattfot, knägräs, pillerstarr och starr. På enefäladen finns risväxter som blåbär, lingon, ljung och odon. Fäladen kan även ha brukats som slåttermark då det även förekommer nattviol, slåttergubbe och svinrot. I våtmarkerna finns arter som granspira, hirs- och loppstarr, klockljung, småvänderot, stagg, tranbär och ängsvädd. 

## Vägbeskrivning
Munkarps fälad ligger vid riksväg 13 cirka 5 km väster om Höör.